# 黑點白毒蛾
黑點白毒蛾（学名：Euproctis nigropuncta）为毒蛾科黃毒蛾屬下的一个种。